# Rudolf Voderholzer

Bischof Rudolf Voderholzer
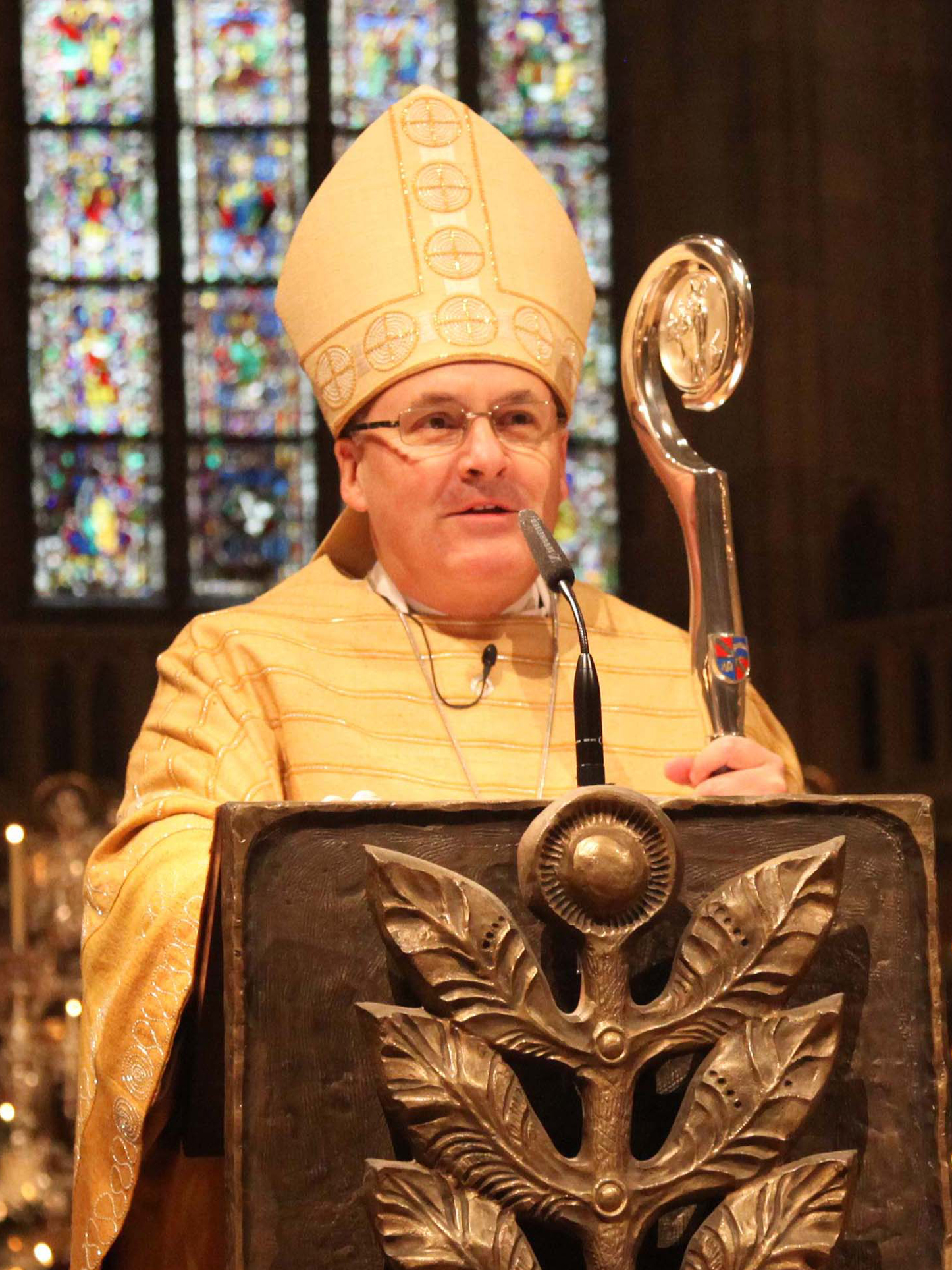
Weihnachten 2014 im Regensburger Dom
Bischofswappen

Rudolf Voderholzer (* 9. Oktober 1959 in München) ist ein deutscher Theologe, Dogmatiker und seit Januar 2013 römisch-katholischer Bischof von Regensburg.

## Leben
Voderholzer wuchs in München-Sendling (Pfarrei St. Margaret) auf. Anfang der 1970er Jahre veröffentlichte er als Heranwachsender gemeinsam mit seiner Mutter, der Lehrerin und Kinderbuchautorin Maria Voderholzer, autobiographisch geprägte Bücher, wie z. B. Wir sind vier Geschwister oder Eine lustige Familie. Voderholzers Bruder ist der Psychiater Ulrich Voderholzer.
Nach dem Abitur am Dante-Gymnasium München und dem Wehrdienst bei der Bundeswehr studierte Voderholzer an der Hochschule für Philosophie der Jesuiten in München Philosophie und erhielt 1985 den Magistergrad. Außerdem studierte er an der Ludwig-Maximilians-Universität München katholische Theologie. Dort erhielt er 1986 das Diplom in Theologie. Am 27. Juni 1987 empfing er für das Erzbistum München und Freising durch Friedrich Kardinal Wetter im Freisinger Dom die Priesterweihe und war anschließend als Kaplan in Traunreut, Haar und Zorneding tätig. 1992 wurde er Wissenschaftlicher Assistent bei Gerhard Ludwig Müller am Lehrstuhl für Dogmatik der Universität München. 1997 wurde er in München mit einer Dissertationsschrift mit dem Titel Die Einheit der Schrift und ihr geistiger Sinn. Der Beitrag Henri de Lubacs zur Erforschung von Geschichte und Systematik christlicher Bibelhermeneutik zum Dr. Theol. promoviert. 2004 habilitierte er sich an der Katholisch-Theologischen Fakultät München. Im gleichen Jahr wechselte er an das Departement für Glaubens- und Religionswissenschaft und Philosophie an die Schweizer Universität Freiburg im Üechtland; er war von 2004 bis 2005 Präsident des Departements.
Von 2005 bis zum Jahresbeginn 2013 war Voderholzer ordentlicher Professor für Dogmatik und Dogmengeschichte an der Theologischen Fakultät Trier. In dieser Zeit lebte er in Kasel an der Ruwer, wo er sich gleichzeitig als Seelsorger der Pfarrgemeinde St. Nikolaus engagierte und im Juni 2012 sein Silbernes Priesterjubiläum feierte.
Am 6. Dezember 2012 ernannte ihn Papst Benedikt XVI. zum Bischof von Regensburg. Am 11. Januar 2013 legte Voderholzer den nach Bayerischem Konkordat und Reichskonkordat abzulegenden Treueeid in Gegenwart von Ministerpräsident Horst Seehofer ab. Die Bischofsweihe durch Reinhard Kardinal Marx fand am 26. Januar 2013 im Regensburger Dom statt; Mitkonsekratoren waren sein Vorgänger Gerhard Ludwig Kardinal Müller und František Radkovský, Bischof von Pilsen. Sein bischöflicher Wahlspruch lautet Christus in vobis spes gloriae („Christus ist unter Euch – die Hoffnung auf Herrlichkeit“) (Kol 1,27 ). 
Seit Mai 2014 ist er Mitglied der Kongregation für die Glaubenslehre.
2016 wurde Voderholzer von Großmeister Edwin Frederick Kardinal O’Brien zum Großoffizier des Päpstlichen Ritterordens vom Heiligen Grab zu Jerusalem ernannt und am 21. Mai 2016 im St.-Paulus-Dom in Münster durch Reinhard Kardinal Marx, Großprior der deutschen Statthalterei, investiert. Er gehört der Komturei Regensburg des Päpstlichen Laienordens an. Er ist zudem Mitglied des Deutschen Vereins vom Heiligen Lande. Am 3. Februar 2019 wurde er in Regensburg zum Ehrenritter des Deutschen Ordens investiert. Am 4. Oktober 2021 wurde er als Ehren-Konventualkaplan in den Souveränen Malteser Ritterorden aufgenommen. 2018 wurde ihm der Bayerische Verdienstorden verliehen. Im Juli 2024 wurde Voderholzer Ehrenmitglied der K.D.St.V. Rupertia im Cartellverband der katholischen deutschen Studentenverbindungen zu Regensburg.

## Wirken

### Wissenschaft
Voderholzer gilt als Experte für Henri de Lubac. Durch seine Übersetzung von « L’Ecriture dans la Tradition » (deutsch: „Die Heilige Schrift in der Überlieferung der Kirche“) und weiterer Aufsätze hat er wesentliche Teile des vierbändigen Werks de Lubacs « Exégèse médiévale » (deutsch: „Exegese des Mittelalters“) in deutscher Sprache mit dem Titel „Typologie. Allegorie. Geistiger Sinn. Studien zur Geschichte der christlichen Schriftauslegung“ (Freiburg 1999, 4. Auflage 2023) veröffentlicht.
Er ist Gründungsdirektor des 2008 gegründeten Instituts Papst Benedikt XVI. in Regensburg und Herausgeber der gesammelten theologischen Schriften von Papst Benedikt XVI. Von Papst Franziskus wurde er im Jahr 2015 in den wissenschaftlichen Beirat der vatikanischen Stiftung „Joseph Ratzinger – Benedikt XVI.“ berufen. Dort berät er gemeinsam mit Kardinal Kurt Koch, Kardinal Gianfranco Ravasi und Kardinal Luis Francisco Ladaria den Präsidenten des wissenschaftlichen Beirates Kardinal Angelo Amato.
Seit 30. Oktober 2010 ist Voderholzer Ordentliches Mitglied der Sudetendeutschen Akademie der Wissenschaften und Künste (Geisteswissenschaftliche Klasse).
Anlässlich seines 65. Geburtstages widmeten ihm Kollegen, Weggefährten und Schüler eine wissenschaftliche Festschrift. Stefan Oster und Johannes Brantl gaben sie heraus unter dem Titel „Christus ist unter euch. Zur Aktualität des II. Vatikanischen Konzils“ (Regensburg 2024).

### Überdiözesane Aufgaben als Bischof
Papst Franziskus ernannte ihn am 28. Mai 2014 erstmals und dann am 8. Mai 2019 und am 15. Mai 2024 erneut für jeweils weitere fünf Jahre zum Mitglied der Kongregation für die Glaubenslehre. In der Deutschen Bischofskonferenz gehört er der Glaubenskommission, deren stellvertretender Vorsitzender er ist, und der Kommission für Wissenschaft und Kultur an.

### Gründung wissenschaftlicher Institute
Am 1. September 2014 gründete er im Bistum Regensburg das Akademische Forum Albertus Magnus, welches den Dialog zwischen Wissenschaft und Theologie und zwischen Gesellschaft und Kirche nach dem Vorbild des hl. Albert fördern und die Arbeit der wissenschaftlichen Institute des Bistums Regensburgs (Institutum Marianum, Ostkirchliches Institut Regensburg, Institut Papst Benedikt XVI., Liturgisches Institut Regensburg) koordinieren soll.
Mit Wirkung vom 13. September 2016 errichtete er das neue Ostkircheninstitut der Diözese Regensburg, das Beiträge zur besseren wechselseitigen Kenntnis östlicher und westlicher Tradition sowie zum Auftrag einer Wiederherstellung kirchlicher Einheit in Vielfalt (vgl. Ut unum sint 57) leisten soll. Die Einrichtung soll an das bisherige Ostkirchliche Institut Regensburg anknüpfen und dessen Arbeit unter veränderten Bedingungen fortführen.
Als viertes wissenschaftliches Institut des Bistums errichtete Voderholzer am 6. Juli 2017 das Institutum Liturgicum Ratisbonense, das die Geschichte der Liturgie auf der Grundlage mittelalterlicher Handschriften erforscht. Ein Schwerpunkt der Arbeit liegt auf der Erschließung der Fragmentesammlung aus der Bischöflichen Zentralbibliothek Regensburg und der Erforschung lokaler liturgischer Traditionen.

### Förderung universitärer Theologie
Voderholzer hält – entgegen Planungen der Deutschen Bischofskonferenz zur Konzentration der Priesterausbildung – an Regensburg als Ausbildungsstandort für die Seminaristen des Bistums Regensburg fest, um die Existenz der staatlichen katholisch-theologischen Fakultät der Universität Regensburg zu sichern.
Gemeinsam mit den Bistümern Eichstätt und Passau finanziert das Bistum Regensburg auf Initiative von Voderholzer ein mehrjähriges Forschungsprojekt an der katholisch-theologischen Fakultät der Universität Regensburg zum Thema „Ehevorbereitung“.
Im Herbst 2020 initiierte Voderholzer ein Forschungsprojekt zur Thematik „Seelsorge in Coronazeiten“ an der Ludwig-Maximilians-Universität München, das vom Bistum Regensburg finanziert wird.

### Aufarbeitung sexuellen Missbrauchs und körperlicher Gewalt
Kurz nach seiner Amtseinführung im Januar 2013 begann er mit der Aufarbeitung des sexuellen Missbrauchs und der körperlichen Gewalt im Bistum Regensburg, indem er das Gespräch mit den Opfern suchte. Ein erstes Ergebnis dieser Gespräche war das vereinfachte Verfahren zur Anerkennung körperlicher Gewalt. Im Januar 2015 äußerte er sich öffentlich zu den Zuständen in der Vorschule der Regensburger Domspatzen. „Zwei der damaligen Verantwortlichen in Etterzhausen und später in Pielenhofen haben den jungen Buben durch ihr Terrorsystem, dessen einzige pädagogische Maßnahme offenbar die körperliche Züchtigung war, die Hölle bereitet.“ Nachdem die Kritik an der Aufarbeitung des Bistums immer lauter wurde, beauftragte er Ulrich Weber, einen vom Weißen Ring empfohlenen, unabhängigen Rechtsanwalt mit der umfassenden, externen Aufklärung der Vorfälle körperlicher und sexueller Gewalt und der Begutachtung der bisherigen Aufarbeitung durch das Bistum. Ab 2016 wurde durch das Aufarbeitungsgremium die Strategie der Aufarbeitung aufgestellt. Im Oktober 2016 präsentierte er diese gemeinsam mit den Opfervertretern Peter Schmitt und Alexander Probst auf einer Pressekonferenz. Der BR schrieb dazu: „Bei den ersten beiden Säulen handle es sich um zwei Studien: Eine historische, um die Strukturen der Vergangenheit aufzuarbeiten und eine sozialwissenschaftliche. Diese sozialwissenschaftliche Studie befasse sich mit den Profilanalysen der Täter und der Opfer, sowie auch Gesetzmäßigkeiten und Mechanismen des Missbrauchs, dadurch sollen künftige Missbrauchsfälle von vornherein ausgeschlossen werden. Als dritte Säule ist eine weitere Anlaufstelle eingerichtet worden, das ‚Münchner Informationszentrum für Männer‘ (MIM). An diese Stelle sollen sich Opfer wenden können, die bislang dem Bistum noch kein Vertrauen entgegenbringen konnten. Der letzte Baustein des Aufarbeitungskonzeptes: Die Anerkennung.“
Im Juli 2017 ließ er in den Gemeinden des Bistums ein Hirtenwort verlesen. Darin bat er die 500 Opfer körperlicher Gewalt sowie die Opfer sexueller Gewalt bei den Regensburger Domspatzen „in Demut“ „anstelle der Täter, von denen die meisten verstorben sind, um Vergebung“ und bitte, „dass diese Entschuldigung von den Betroffenen angenommen werde.“ Nach der Veröffentlichung der MHG-Studie zum „Sexuellen Missbrauch an Minderjährigen durch katholische Priester, Diakone und männliche Ordensangehörige im Bereich der Deutschen Bischofskonferenz“ wandte er sich erneut mit einem Hirtenwort an die Gläubigen der Diözese Regensburg. Darin rezipiert er die Ergebnisse der Studie, drückt sein Bedauern aus und nennt Maßnahmen zur Verbesserung der Prävention sexuellen Missbrauchs. Vor allem fordert er eine Kultur der Achtsamkeit. Allen Opfern von sexuellem Missbrauch bietet er ein Gespräch an, in dem er als oberster Repräsentant der Ortskirche von Regensburg persönlich um Vergebung bitten will.
2017 hob der Missbrauchsbeauftragte der Bundesregierung, Johannes-Wilhelm Rörig hervor, dass sich Voderholzer seit seinem Amtsantritt der Verantwortung konsequent gestellt habe. Matthias Katsch, Sprecher der Opferinitiative „Eckiger Tisch“, bezeichnete anlässlich des 10-jährigen Gedenkens des Bekanntwerdens des Missbrauchsskandals in der deutschen Kirche die Regensburger Domspatzen (neben Ettal) als „Leuchttürme in der Landschaft“ der Aufarbeitung.
Ende Januar 2020 stellte Voderholzer auf der ersten Vollversammlung des „Synodalen Wegs“ die Qualität der MHG-Studie in Frage und forderte ein wissenschaftliches Fachsymposium. Voderholzer hatte schon 2018 vor einem „Missbrauch des Missbrauchs“ gewarnt.
Im Juli 2020 kündigte Voderholzer in einem Schreiben an die Opfer von sexuellem Missbrauch und körperlicher Gewalt im Bistum Regensburg an, die bisher geleisteten Anerkennungszahlungen in Anlehnung an einen Beschluss der DBK vom März 2020 zu verdoppeln und bis zu einer Obergrenze von 50.000 Euro teilweise sogar um ein Mehrfaches zu erhöhen. „Vertreter der Betroffenen bei den Domspatzen sagten dem BR, der Vorstoß sei von Bischof Rudolf Voderholzer ausgegangen. Dieser erklärte in einem dem BR vorliegenden Brief an die Opfer, er wisse, dass auch die höhere Anerkennungsleistung das erlittene Unrecht nicht wiedergutmache.“ Der Regensburger Bischof verbinde diesen Schritt allerdings, so die Mittelbayerische Zeitung, „mit der Hoffnung, dass Betroffene dies als Anerkennung ihres Leids sehen können und als ein Zeichen unserer Bereitschaft annehmen, nach unseren Möglichkeiten zu einer Heilung und Befriedung beizutragen“.

### Veröffentlichung Regensburger Sonntagsbibel
Mit der Regensburger Sonntagsbibel gab er im Jahr 2017 ein christliches Hausbuch heraus, welches die Lesungs- und Evangelientexte der drei Lesejahre mit Betrachtungen von Papst Benedikt XVI. und Abbildungen von Kunstwerken aus dem Bistum Regensburg kombiniert.

### Mitwirken am Synodalen Weg
Voderholzer ist Mitglied der Synodalversammlung und arbeitet mit im Synodalforum III „Frauen in Diensten und Ämtern der Kirche“. Er kritisierte den Synodalen Weg, denn dessen Wirken sei die „Aufgabe des katholischen Profils und die Preisgabe wichtiger Elemente“. Er fordert, die „Demokratisierung der Kirche“ zu stoppen. Der ehemalige Präsident des Päpstlichen Einheitsrates Walter Kasper unterstützte diese Kritik, wenn er in einem Interview im Juni 2021 von einer strukturellen Schwäche des Synodalen Weges und von einem noch „schwerer wiegenden inhaltlichen Geburtsfehler“ spricht. Innerhalb des Synodalen Weges gehört Voderholzer jedoch zu einer kleinen konservativen Minderheit, wie die deutlichen 4/5-Mehrheiten für die von ihm abgelehnten Positionen in der 2. Synodalversammlung zeigen. Er schade mit seiner Kritik am Reformprozess massiv der gesamten Kirche, heißt es aus der Reformbewegung „Wir sind Kirche“.
Gemeinsam mit Kardinal Woelki hatte er ein Alternativprogramm für den Synodalen Weg vorgeschlagen, das sich am Brief von Papst Franziskus vom 29. Juni 2019 orientierte. Im September 2021 stellte er eine neue Homepage online, auf der er gemeinsam mit einer Gruppe weiterer Mitglieder der Vollversammlung des Synodalen Weges Alternativtexte zu dessen Themen veröffentlichte. Er wollte damit einer aus seiner Sicht mangelnden Dialogkultur innerhalb der – wie mehrere Beteiligte berichten – „undemokratisch besetzten“ Synodalforen begegnen und eine „argumentenbasierte Diskussion“ fördern. Der Präsident des Synodalen Weges und Präsident des Zentralkomitees der deutschen Katholiken (ZDK), Prof. Thomas Sternberg, sagte, dass er diese Kritik „gelassen“ sehe.
Am 3. Februar 2022 behauptete er auf der 3. Synodalversammlung, dass eine Strafrechtsreform von 1973 Kindesmissbrauch nicht mehr als Verbrechen gewertet habe »und zwar auf der Basis von sexualwissenschaftlichen Urteilen, die davon ausgehen, dass für die betroffenen Kinder und Jugendlichen die Vernehmungen wesentlich schlimmer sind als die im Grunde harmlosen Missbrauchsfälle. Dieser Zeitindex muss beachtet werden und ich habe den Eindruck, die Verantwortlichen haben damals in der Kirche eher dem Zeitgeist nachgegeben, als dass sie sich um Recht und Gerechtigkeit bemüht hätten. Und ich bin nicht bereit, heute diesen Fehler wieder zu begehen.« Mehrere Delegierte verurteilten Voderholzers Äußerung scharf, teils wurde Voderholzer missverstanden, als habe er sich die Ansicht, dass der Missbrauch im Grunde harmlos wäre, zu eigen gemacht. Voderholzer stellte dies in einer zweiten Wortmeldung in der gleichen Debatte richtig: Er habe sich die damals verbreitete Auffassung gerade nicht zu eigen machen wollen und halte »die Verharmlosung des sexuellen Missbrauchs für verheerend«.
In einer persönlichen Stellungnahme vom 4. Februar 2022 ging er näher auf den Anlass seiner Wortmeldung ein. Er gab an, das Missbrauchsgutachten der Kanzlei Westpfahl Spilker Wastl für das Erzbistum München untersucht zu haben und dabei seien ihm wissenschaftliche Fehler aufgefallen. Die Gutachter stellten „einen Sachverhalt nicht in seiner historisch greifbaren richtigen Form“ dar. Er machte noch einmal deutlich, dass er die Verharmlosung von Missbrauchsfällen ablehne. „Die Verharmlosung von Pädophilie und Päderastie, die Verharmlosung von Sex mit Kindern, den wir heute zum Glück alle als fundamentales Verbrechen einstufen, war ein Skandal der 1970er Jahre.“

## Positionen

### Frauenordination
Voderholzer vertritt eine konservative Linie zur Frauenordination, für die er sich auch auf dem Synodalen Weg einsetzte. Sie sei gemäß den Lehren der römisch-katholischen Kirche und der orthodoxen Kirchen unmöglich. Die Lehre der Kirche solle zuerst verstanden werden, bevor man sie ändern wolle. In der Ablehnung einer Möglichkeit, Frauen zu Priesterinnen zu weihen, beruft er sich auf die Äußerungen von Papst Franziskus und die Lehrtradition der Kirche, die von Papst Johannes Paul II. in Ordinatio sacerdotalis mit dem Anspruch auf Letztgültigkeit festgehalten worden sei.
Er steht damit auf Seiten einer 15%igen Minderheit der deutschen Bischöfe, die eine Prüfung und Änderung der geltenden Lehre immer noch ausdrücklich ablehnen;  auf dem Synodalen Weg in Deutschland stimmte er 2022 und 2023 sowohl gegen eine Überprüfung des Ausschlusses der Frauen vom Priesteramt durch den Vatikan als auch gegen den Zugang der Frauen zum Diakonat, der niedrigsten Ordinationsstufe.
Auf den Einwand, zur Zeit Jesu sei ein Priestertum von Frauen undenkbar gewesen und Jesus habe deshalb keine Frauen berufen können, verweist er auf das religionsgeschichtliche Phänomen, dass in der Antike das weibliche Priestertum durchaus bekannt gewesen sei, allerdings sei der Dienst der Priesterinnen „oft verbunden mit der Tempelprostitution als Darstellung der Fruchtbarkeit der Erde“, wovon sich die Bibel ganz bewusst abgesetzt habe. Die Kritik an diesem Argument wies darauf hin, dass es die angebliche Tempelprostitution vermutlich nicht gab, und dass im Übrigen dieser Vergleich „absurd“ sei.

### Segnung homosexueller Paare
Voderholzer begrüßte das Vatikan-Papier vom März 2021, nach dem die katholische Kirche nicht befugt sei, homosexuelle Paare zu segnen. Dies hatte die Glaubenskongregation in einer sogenannten Responsum ad dubium (Antwort auf einen Zweifel) klargestellt, dem Papst Franziskus zugestimmt hat. Voderholzer zufolge knüpft die Glaubenskongregation damit an die Lehre des Papst-Schreibens «Amoris laetitia» an, in der es heißt: «Was die Pläne betrifft, die Verbindungen zwischen homosexuellen Personen der Ehe gleichzustellen, gibt es keinerlei Fundament dafür, zwischen den homosexuellen Lebensgemeinschaften und dem Plan Gottes über Ehe und Familie Analogien herzustellen, auch nicht in einem weiteren Sinn.» Mit der Weisung, Analogien und Ähnlichkeiten mit dem Ehebund auch im weiteren Sinne zu vermeiden, sei die Segnung von Verbindungen homosexueller Personen ausgeschlossen.

### „Missbrauch des Missbrauchs“
Bereits 2018 nach der Veröffentlichung der MHG-Studie warnte Voderholzer vor einem „Missbrauch des Missbrauchs“. Besonders sieht er dabei die Opfer missbraucht, denn um ihr Leid und die Verbesserung von Prävention ginge es in den Diskussionen nach der MHG-Studie nicht mehr. Stattdessen stünden strukturelle Veränderungen der Kirche im Fokus, die schon seit Jahrzehnten gefordert würden und aus sozialwissenschaftlicher Sicht nicht in einen Kausalzusammenhang mit dem sexuellen Missbrauch gebracht werden könnten.
Zur zweiten Vollversammlung des Synodalen Weges Ende September 2021 in Frankfurt/Main kritisierte Voderholzer erneut die „Instrumentalisierung des Missbrauchs“ für kirchenpolitische Ziele. Daraufhin bezeichnete es der Vorsitzende der Deutschen Bischofskonferenz Georg Bätzing – ohne Voderholzer namentlich zu nennen – als „eine sehr unerlaubte, sehr anmaßende Stellungnahme“, von „Instrumentalisierung des Missbrauchs zu sprechen, wenn wir uns hier an die Aufgabe heranmachen, die Situation der Kirche in unserem Land so zu verändern, dass Menschen in unserem Land uns wieder vertrauen“. Voderholzer wies in der Vollversammlung darauf hin, dass er „die Tränen der Betroffenen“ kenne und sich nicht nachsagen lasse, „unsensibel“ zu sein.
Die Sorge um Opfer sei, so Voderholzer, jedoch von kirchenpolitischen Agenden zu unterscheiden. Er „lehne eine Emotionalisierung und das unfehlbare Lehramt der Betroffenen ab“. Der Essener Bischof Franz-Josef Overbeck entgegnete darauf, man könne „durchaus von einem Lehramt der Betroffenen sprechen und das ist das einzige wirklich unfehlbare. Und dafür bin ich sehr dankbar“. Die Münchner Synodale Gudrun Lux bezeichnete Voderholzers Äußerungen als „zynisch“ und „menschenverachtend“. Als Bischof halte sie ihn für nicht mehr tragbar. Georg Gänswein unterstützte in einem Interview im Dezember 2021 ausdrücklich die Position von Voderholzer. Er wies darauf hin, dass die Missbrauchserfahrungen innerhalb der Kirche dafür missbraucht würden, „innerkirchliche Reformen durchzupeitschen“.

### Reform der Kirchenstrukturen
Zur Diskussion über die Reform der Kirchenstrukturen legte Voderholzer im Rahmen des Synodalen Weges für das Synodalforum I ein alternatives Grundsatzpapier vor. Walter Kasper lobte den von Voderholzer veröffentlichten Alternativtext, der die traditionelle Macht von Klerikern und insbesondere von Bischöfen unangetastet lassen will. Der Alternativtext zeige, dass es möglich sei, in einer lebendigen Tradition mit dem Zweiten Vatikanischen Konzil fortzuschreiten. Bezüglich des offiziellen Grundtextes des Synodalforums I frage man sich, so Kasper, „ob das alles noch ganz katholisch ist“. Nicht nur in der deutschen Fachöffentlichkeit, sondern auch von den Mitgliedern der Vollversammlung des Synodalen Weges wurde der (vorläufige) Synodaltext allerdings überwiegend ausgesprochen positiv aufgenommen, wie die Abstimmungsergebnisse zeigen, die sich mit 77 % für mehr Gewaltenteilung aussprachen.

### Coronakrise
Während der COVID-19-Pandemie im Jahr 2020 machte er auf die Wichtigkeit der christlichen Gottesdienste aufmerksam und bezeichnete die Einhaltung der staatlichen Vorgaben zum Schutze der Bevölkerung und zur Eindämmung der Verbreitung des Virus als Gebot der Vernunft und der Nächstenliebe. Im August 2020 veröffentlichte er ein Buch, das seine Verkündigung in der Corona-Zeit zum Inhalt hat und in dem er sich zudem strikt gegen Verschwörungstheorien im Zusammenhang mit der Corona-Pandemie wendet mit dem Aufruf, die Pandemie zur Intensivierung der Gottesbeziehung zu nutzen.

### Sonstiges
Den Kreuzerlass der bayerischen Staatsregierung vom April 2018 hat Bischof Voderholzer gemeinsam mit dem evangelisch-lutherischen Regionalbischof Hans-Martin Weiss begrüßt und unterstützt. Im Gespräch mit der Deutschen Welle erklärte Voderholzer diesbezüglich: „An einem Bekenntnis zum Kreuz als dem Inbegriff des christlichen Glaubens, der die Fundamente unseres Zusammenlebens zutiefst prägt, kann ich nichts Verwerfliches finden – auch unter parteipolitischen Gesichtspunkten nicht.“ Der Kritik von Kardinal Reinhard Marx, das Kreuz werde durch den Erlass enteignet und zu einem Kultursymbol herabgespielt, widersprach er, indem er darauf hinwies, dass jeder, der sich auf das Kreuz beruft, sich auch an seinem Anspruch wird messen lassen müssen.
Im November 2019 bezog sich eine Gruppe konservativer Christen mit einer Online-Protestaktion gegen Papst Franziskus, in der der Papst zu öffentlicher Buße wegen angeblichen Götzendienstes im Rahmen der Amazonas-Synode aufgefordert wurde, u. a. auf Bischof Voderholzer.
Dieser wies jedoch in einer öffentlichen Erklärung „diesen Bezug und die mit ihm verknüpften Vorwürfe gegen Papst Franziskus entschieden zurück“.
Im Streit um einen flächendeckenden Tarifvertrag für die Altenpflege im Frühjahr 2021 spricht er sich als einziger deutscher Bischof klar für den „Dritten Weg“ anstelle eines Tarifvertrags für Caritas-Mitarbeitende aus, der statt weltlicher Instrumentarien paritätisch von Dienstgeber und Dienstnehmer festgelegte Löhne in einer kirchlichen Dienstgemeinschaft vorsehe. Er weist darauf hin, dass Caritas-Mitarbeiter mehr verdienen würden, als der Mindestlohn für Pflegehelfer von 11,80 Euro nach dem flächendeckende Tarif vorsehe.
Nach Bistumsangaben nimmt Voderholzer seit 2015 an dem von Abtreibungsgegnern veranstalteten Marsch für das Leben teil. Im September 2023 entstand bei dieser Gelegenheit ein Foto, wie ein Teilnehmer neben Voderholzer den rechtsextremen White-Power-Gruß in die Kamera zeigte. Das Bistum distanzierte sich von der rassistischen Geste und kündigte gleichzeitig an, gegen die Aufnahme vorzugehen, denn das Bild sei „ohne unser Wissen“ entstanden. Laut BR dürfte das Foto presserechtlich in Ordnung sein, da der Bischof eine Person der Zeitgeschichte sei. Voderholzer selbst verteidigte seine Teilnahme an der Veranstaltung.

## Schriften
- Die Einheit der Schrift und ihr geistiger Sinn. Der Beitrag Henri de Lubacs zur Erforschung von Geschichte und Systematik christlicher Bibelhermeneutik (= Horizonte Neue Folge 31), Johannes Freiburg 1998, ISBN 3-89411-344-8.
- Henri de Lubac, Typologie. Allegorie. Geistiger Sinn. Studien zur Geschichte der christlichen Schriftauslegung (= Theologia Romanica 23), aus dem Französischen übertragen und eingeleitet von Rudolf Voderholzer, Johannes Freiburg 1999, 4. Auflage 2023 [Übersetzung von Henri de Lubac, l'Ecriture dans la Tradition, 1966, sowie dreier Aufsätze aus Theologies d'occasion, 1984], ISBN 3-89411-357-X.
- Henri de Lubac begegnen, Sankt-Ulrich-Verlag Augsburg 1999, ISBN 3-929246-44-9.
- Henri de Lubac, Die göttliche Offenbarung. Kommentar zum Vorwort und zum ersten Kapitel der Offenbarungskonstitution Dei Verbum des Zweiten Vatikanischen Konzils (franz. Original: La revelation divine, 1968), übersetzt und eingeleitet von Rudolf Voderholzer, Johannes Freiburg 2001, ISBN 3-89411-369-3
- Fundamentaltheologie, Ökumenische Theologie. 2001, ISBN 3-89710-186-6.
- Hermeneutik: Von der Schrift bis Schleiermacher (Handbuch der Dogmengeschichte), Herder Freiburg 2003, ISBN 3-451-00701-0.
- (Zusammen mit Ernst Kögler) Er führte mich hinaus ins Weite. Pater Victricius Berndt OFMCap (1915–2003). Lebensbild eines sudetendeutschen Priesters. Aufzeichnungen. Predigten. Erinnerungen. (= Für Kirche und Volksgruppe. Kleine Reihe des Sudetendeutschen Priesterwerkes, Band 11), Reimlingen 2006.
- Das Paradox als spezifisch theologische Denkform nach Henri de Lubac, in: Werner Schüßler (Hg.), Wie lässt sich über Gott sprechen? Von der negativen Theologie Plotins bis zum religiösen Sprachspiel Wittgensteins, Darmstadt 2007, 217–233.
- (Hrsg. mit Christian Schaller und Michael Schulz): Mittler und Befreier: Die christologische Dimension der Theologie. Herder, Freiburg 2008, ISBN 3-451-29804-X (Festschrift für Gerhard Ludwig Müller).
- Offenbarung, Tradition und Schriftauslegung. Bausteine zu einer christlichen Bibelhermeneutik. Verlag Friedrich Pustet, Regensburg 2013, 208 S., ISBN 978-3-7917-2519-2.
- „Und das Wort ist Fleisch geworden …“. Gedanken zur Advents- und Weihnachtszeit. Verlag Friedrich Pustet, Regensburg 2016, 112 S., ISBN 978-3-7917-2828-5.
- Die Krippe hilft mit, dass Weihnachten Weihnachten bleibt. In: Vom Staunen und Bewundern. Papst Franziskus und Bischof Rudolf über den Wert, die Bedeutung und die Geschichte der Krippe. (= Kunstsammlungen des Bistums Regensburg, Diözesanmuseum Regensburg, Kataloge und Schriften, Band 48, hrsg. von Maria Baumann), Regensburg 2019, erweiterte Neuauflage 2020, S. 25–45, ISBN 978-3-96018-093-7.
- Zur Erneuerung der Kirche. Geistliche Impulse zu aktuellen Herausforderungen. Verlag Friedrich Pustet, Regensburg 2020, 256 S., ISBN 978-3-7917-3138-4.
- „Der ersetzte Sabbat“. Verkündigung in Coronazeiten. Verlag Schnell & Steiner, Regensburg 2020, 176 S., ISBN 978-3-7954-3580-6.
- „Mutter der schönen Liebe“. Maria und ihre biblischen Vorausbilder in der Regensburger Kirche St. Kassian. (= MARIANUM Bd. 6), Verlag Schnell & Steiner, Regensburg 2021, 55 S., ISBN 978-3-7954-3695-7.
- Christusrepräsentation und Priestertum der Frau. In: Jan-Heiner Tück und Magnus Striet (Hrsg.): Jesus Christus. Alpha und Omega, Festschrift für Helmut Hoping. Verlag Herder, Freiburg im Breisgau 2021, S. 592–611, ISBN 978-3-451-38856-9.
- Verstehen braucht Zeit. John Henry Newman, seine Theorie der Dogmenentwicklung und aktuelle Fragestellungen, in: Peter Becker, Marianne Schlosser, Paul Bernhard Wodrazka (Hg.), John Henry Newman. Welt Gottes und Wahrheit des Menschen, Verlag Herder, Freiburg 2022, 266–298, ISBN 978-3-451-39304-4.
- Jesus in Kirche und Theologie des 21. Jahrhunderts im Anschluss an die Jesus-Trilogie von Joseph Ratzinger / Papst Benedikt XVI., in: Diakrisis 43 (2022), 174–189, ISSN 0174-5506.
- Zur Unterscheidung der Geister in den Auseinandersetzungen unserer Gegenwart. Der heilige Petrus Canisius (1521–1597) und die katholische Reform, in: Ambo. Jahrbuch der Hochschule Heiligenkreuz 7 (2022), 520–544, ISBN 978-3-9036-0264-9.
- „Die apostolische Überlieferung kennt in der Kirche unter dem Beistand des Heiligen Geistes einen Fortschritt“ (DV 8). Zur Frage der Lehrentwicklung in der katholischen Kirche auf der Basis des II. Vatikanums, in: Christoph Ohly, Josef Zöhrer (Hg.), „... was ich euch überliefert habe“. Verbindliche Wahrheit und Weiterentwicklung der Lehre der Kirche (= RaSt 25), Verlag Friedrich Pustet, Regensburg 2023, 20–40, ISBN 978-3-7917-3421-7.
- Pope Francis: Father of the Synodality of the Third Millennium, in: Shaji George Kochuthara, Joby Jose Kochumuttom (Hg.), Towards a Synodal Church, moving forward, Vol. I, Bengaluru 2023, 536–540, ISBN 978-93-92996-69-6.
- Revelation, in: Daniel Cardó, Uwe Michael Lang (Hg.), The Cambridge Companion to Joseph Ratzinger, Cambridge 2024, 75–91, ISBN 978-1-00-912501-7.
- Tradition und Schrift. Joseph Ratzingers bibelhermeneutische Impulse, in: MIPB 17 (2024) 25–36, ISSN 1867-5794.
- „Als Bild Gottes schuf er ihn“ (Gen 1,27). Fragen der Anthropologie heute, in: Katja Hess, Lothar Wehr, Burkard M. Zapff (Hg.), Katholische Bildung aus biblischer Perspektive (= Biblische Untersuchungen – Neue Folge, Bd. 4), Verlag Friedrich Pustet, Regensburg 2024, 45–59, ISBN 978-3-7917-3459-0.
- Krippenschauen. Eine kleine Hinführung zum Christentum, Verlag Schnell & Steiner, Regensburg 2025, 176 S., ISBN 978-3-7954-3998-9.

## Wappen
Voderholzers Bischofswappen zeigt im durch ein Stabkreuz viergeteilten Schild im ersten und vierten Feld je einen silbernen Schrägbalken in Rot, im zweiten eine silberne Brücke in Blau und im dritten eine silberne Heilige Schrift in Blau. Der Schild wird vom grünen Galero mit zwölf Quasten (fiochi) und dem einfachen Vortragekreuz als Insignien des Bischofsamts begleitet, überdies von einem Schriftband mit Voderholzers Wahlspruch "Christus in vobis spes gloriae" ("Wenn Christus unter euch ist, besteht Hoffnung auf Herrlichkeit", Kol 1,27). Das Stabkreuz und die Brücke sind Christussymbole, der Schrägbalken ein traditionelles Symbol für das Bistum Regensburg.